# Convenção Geral das Assembleias de Deus no Brasil
A Convenção Geral das Assembleias de Deus no Brasil (CGADB) é a maior convenção nacional das Assembleia de Deus do Brasil, uma sociedade civil de natureza religiosa, sem fins lucrativos com a finalidade de agregar e coordenar as igrejas Assembleias de Deus no território brasileiro. Suas escolas são regidas por legislação do CEC (Conselho de Educação e Cultura), bem como outras (inclusive Faculdades - MEC) credenciadas por ela. Mantém a CPAD (Casa Publicadora das Assembleias de Deus) como editora oficial da denominação. É presidida pelo Pr. José Wellington Costa Junior desde 03 de julho de 2017. Sua sede está localizada em Rio de Janeiro.

## História
A história da Convenção Geral das Assembleias de Deus no Brasil (CGADB) dá-se no ano de 1930. Após três décadas do surgimento no país das Assembleia de Deus, devido ao estupendo crescimento do movimento pentecostal iniciado pelos missionários Daniel Berg e Gunnar Vingren, os pastores das Assembleias de Deus resolveram que já era tempo de se criar uma organização que estabeleceria o espaço para discussão de temas de máxima relevância para o crescimento da denominação.
A CGADB foi idealizada pelos pastores nacionais, visto que a igreja estava na responsabilidade dos missionários suecos e deram os primeiros passos em reunião preliminar realizada na cidade de Natal - RN em 17 e 18 de fevereiro do ano de 1929. A primeira Assembléia Geral da Convenção Geral das Assembleias de Deus no Brasil foi realizada entre os dias 5 e 10 de setembro, onde se reuniram a maioria dos pastores nacionais e os missionários que atuavam no país. Foi nessa Assembléia Convencional que os missionários suecos transferiram a liderança das Assembleias de Deus no Brasil para os pastores brasileiros.
De acordo com um censo da denominação em 2013, ela disse ter 12 milhões membros.

## Primeiras resoluções
Nestes anos de início, a liderança nacional decidiu-se por se criar um veículo de divulgação do evangelho e também dos trabalhos então realizados pelas Assembleias de Deus em todo o território nacional. Estava lançada a semente do que viria a ser o atual jornal Mensageiro da Paz. Com a rápida repercussão nacional, o periódico, então dirigido pelo missionário Gunnar Vingren, tornou-se o órgão oficial das Assembleias de Deus no Brasil.
As primeiras resoluções emanadas em Assembleias Convencionais de pastores das Assembleias de Deus, foram emitidas nas Assembleias Gerais dos anos de 1930 a 1938.
Nessas Assembleias Gerais deram-se longos debates sobre as características e identidade da igreja, o que hoje são por nós conhecidas como “usos e costumes”.
As primeiras resoluções também tratavam acerca de alguns pontos doutrinários, principalmente no que se referia a conduta dos obreiros e que deveriam caracterizar a igreja sendo adotados por todas as  Assembleia de Deus no Brasil. A igreja experimentava um extraordinário crescimento e chegava aos mais longínquos recantos do país. Entre os anos de 1938 e 1945, quando deu-se os rumores e finalmente o transcorrer da Segunda Guerra Mundial líderes das Assembleias de Deus tinham enormes dificuldades de se locomoverem pelo país, e por causa desse fator não foram realizadas nenhuma assembléia convencional dos anos de 1939 e 1945.

## Participação política
Em 2015 a Convenção mobilizou mais de 40 mil pastores para a coleta de assinaturas que possibilitem a criação de um novo partido político que reúna todos os políticos da denominação. O nome proposto do partido é Partido Republicano Cristão - PRC, cujo objetivo é envolver todas correntes políticas dentro da igreja.